# Lindenowski
Lindenowski (Lew odmienny) – herb szlachecki używany przez rodzinę polskiego pochodzenia w Prusach.

## Opis herbu
Opis zgodnie z klasycznymi regułami blazonowania:
Tarcza w skos, w polu górnym, czerwonym, pół lwa złotego wspiętego, pole dolne w cztery skosy na przemian srebrne i błękitne. Całość w bordiurze złotej. Klejnot: nad hełmem, w zawoju czerwono-srebrno-błękitnym, pół lwa jak w godle, między dwiema trąbami w pas błękitno-czerwonymi. Labry z prawej błękitne, podbite srebrem, z lewej czerwone, podbite złotem.

## Najwcześniejsze wzmianki
Według Ostrowskiego herb gdańskiej rodziny polskiego pochodzenia, której potwierdzono szlachectwo w Prusach 21 grudnia 1799 według Siebmachera, zaś 13 stycznia 1790 według Borkowskiego.

## Herbowni
Lindenowski.